# Майами
Майа́ми (англ. Miami) — город в США, расположенный на побережье Атлантического океана на юго-востоке Флориды в округе Майами-Дейд.
43-й по величине город в Соединённых Штатах с населением в 433 136 человек и второй по величине (после Джэксонвилла) город во Флориде; самый большой мегаполис на юго-востоке США. По оценкам Организации Объединённых Наций Майами был пятой по числу жителей городской агломерацией в США в 2000 году, с населением в 4 919 036 человек, а в 2008 году это число увеличилось до 5 232 342, что делает Майами четвёртой по величине агломерацией страны после Нью-Йорка, Лос-Анджелеса и Чикаго.
В центре Майами располагается наибольшее средоточие международных банков в Соединённых Штатах, здесь также находятся Штаб-квартиры многих крупных компаний национального и международного уровня.

## Название
Название города происходит от наименования индейского народа маяими. 

## Физико-географическая характеристика

### Географическое положение
Город Майами и его окрестности расположены на равнинной местности в промежутке между заболоченной территорией Эверглейдс и заливом Бискейн. Высота города не превышает 4,5 м над уровнем моря, а в среднем колеблется на уровне 0,91 м в большинстве районов, особенно близ побережья. Основная территория города находится либо на побережье залива, либо на природных или искусственных барьерных островах в заливе, на самом большом из которых находится городок Майами-Бич. Тёплое океанское течение Гольфстрим протекает всего в 24 километрах от побережья Майами, что делает его климат тёплым и мягким.
Геологическую основу территории Майами составляет оолитовый известняк. Сверху него находится тонкий, не более 15 м толщиной, слой почвы. Известняк сформировался в связи с крупными изменениями ландшафта шельфа ледниками во времена ледникового периода. Во времена сангамонова межледникового периода 130 000 лет назад уровень воды в этом месте находился примерно на 7,5 м выше текущего и вся южная часть Флориды представляла собой мелководное море. Несколько параллельных коралловых рифов протянулось от современного Майами до островов Драй-Тортугас (англ. Dry Tortugas) в западном конце архипелага Флорида-Кис. В промежутке между рифами и сушей образовалась большая лагуна, в которой стали откладываться оолиты и раковины мшанок. 100 000 лет назад в результате Висконсинского обледенения начал понижаться уровень воды в регионе, и бывшее морское дно оказалось на поверхности. 15 000 лет назад уровень моря стал примерно на 100 м ниже, чем сейчас. После этого вода снова стала постепенно подниматься, и современный уровень воды был зафиксирован 4 000 лет назад.
Под землёй расположен водоносный горизонт, природная подземная река, протянувшаяся от округа Палм-Бич (англ. Palm Beach County) до залива Бискейн; ближе всего к поверхности земли он подходит в районе городов Майами-Спрингс и Хайалиа. Большинство питьевой воды в районе Майами поступает из этого источника. Из-за присутствия водного горизонта любые земляные работы на глубине выше 4,57 м невозможны без предварительной подготовки грунта.
Многие западные районы Майами достигли юго-восточной оконечности субтропической болотистой местности Эверглейдс, что создаёт проблемы для местных диких животных — таких как аллигаторы и крокодилы, которые могут вылезать на скоростные магистрали или в места жизни людей.
По занимаемой территории Майами является одним из самых маленьких крупных городов США. Согласно бюро переписи США площадь города составляет 143,15 км². Из них только 92,68 км² относятся к суше, остальное составляет вода. По площади территория Майами чуть меньше территории Сан-Франциско или Бостона.

### Климат
Климат в Майами тропический муссонный (по Кёппену, Am) с жаркими и влажными летними периодами и короткими, тёплыми зимами, с четко выраженным сезоном засухи зимой. Возвышенность города над уровнем моря, прибрежное расположение, нахождение прямо вдоль линии Тропического центра, а также близость Гольфстрима являются главными определяющими факторами климата Майами. В январе средняя температура 19,6 °C, ветер обычно мягкий и тёплый; холодный воздух обычно появляется после прохождения холодного циклона, который приносит также множество кратковременных ливней. Иногда бывают понижения температуры до 10 °C, и только очень редко — до 2 °C, крайне редко бывают заморозки. Самая высокая температура обычно держится в районе 21—25 °C. Сезон дождей начинается в мае и заканчивается в середине октября. В этот период температура колеблется в пределах 29—35 °C, сопровождается большой влажностью, хотя жара обычно облегчается послеполуденными грозами или морским бризом, приходящим с Атлантического океана, который позволяет температуре спадать, но воздух все равно остается очень душным. Большинство годовых осадков (1,420 мм) выпадает именно в этот период.
Самые экстремальные температуры были зарегистрированы 3 февраля 1917 года (−2.8 °C) и 21 июля 1940 года (38 °C). Снег в Майами является очень редким явлением, и лишь один раз был зарегистрирован снежный шквал, налетевший 19 января 1977 года.
Тропический сезон обычно длится с 1 июня по 30 ноября. Наиболее вероятное время прихода урагана в Майами совпадает с сезоном Кабо-Верде, который длится с середины августа до конца сентября.
Также торнадо — вполне типичное явление для округа Майами; в самом Майами торнадо появлялось дважды — в 1925 и в 1997.
| Показатель                                     | Янв. | Фев. | Март | Апр. | Май  | Июнь | Июль | Авг. | Сен. | Окт. | Нояб. | Дек. | Год  |
| ---------------------------------------------- | ---- | ---- | ---- | ---- | ---- | ---- | ---- | ---- | ---- | ---- | ----- | ---- | ---- |
| Абсолютный максимум, °C                        | 31,1 | 31,7 | 33,9 | 35,6 | 35,6 | 36,7 | 37,8 | 36,7 | 36,1 | 35,0 | 32,8  | 31,7 | 37,8 |
| Средний суточный максимум, °C                  | 24,7 | 25,6 | 26,8 | 28,4 | 30,6 | 31,9 | 32,7 | 32,8 | 31,8 | 30,1 | 27,6  | 25,5 | 29,0 |
| Средняя температура, °C                        | 20,1 | 21,2 | 22,6 | 24,3 | 26,6 | 28,2 | 28,9 | 29,0 | 28,3 | 26,6 | 23,8  | 21,4 | 25,1 |
| Средний суточный минимум, °C                   | 15,5 | 16,8 | 18,3 | 20,2 | 22,7 | 24,4 | 25,2 | 25,2 | 24,7 | 23,1 | 20,1  | 17,2 | 21,1 |
| Абсолютный минимум, °C                         | −2,2 | −2,8 | 0,0  | 3,9  | 10,0 | 15,6 | 18,9 | 19,4 | 16,7 | 7,2  | 2,2   | −1,1 | −2,8 |
| Норма осадков, мм                              | 41   | 57   | 76   | 80   | 136  | 246  | 165  | 226  | 250  | 161  | 83    | 52   | 1573 |
| Температура воды, °C                           | 24   | 24   | 24   | 25   | 27   | 29   | 29   | 30   | 29   | 28   | 26    | 25   | 27   |
| Источник: Погода и Климат, World Climate Guide |      |      |      |      |      |      |      |      |      |      |       |      |      |

## История
До появления европейцев, область, в которой сейчас располагается Майами, населяло индейское племя текеста, проживавшее на большей части юго-востока полуострова, в том числе территории современных округов Майами-Дейд, Брауард и южную часть округа Палм-Бич. Племя занималось рыболовством, охотой и собирательством диких фруктов и корней, однако никогда не практиковало сельское хозяйство.
Первым европейцем, посетившим эту территорию, был испанский конкистадор Хуан Понсе де Леон, который в 1513 году приплыл в залив Бискейн. Его записи свидетельствуют о том, что он посетил Чеквеста (англ. Chequescha), что стало первым названием Майами. На настоящий момент точно неизвестно, высадился ли де Леон на берег и встречался ли с местными жителями. В этих же местах до середины XVIII в. обитало малочисленное племя маяими, от которого позднее произошло название города. Первым достоверно известным белым человеком, высадившимся на этот берег, стал Педро Менендес де Авилес, который со своей командой в 1566 году посетил поселение Теквеста в поисках своего сына, потерпевшего кораблекрушение в этих краях за год до этого.
Первые постоянные европейские поселения в южной части Флориды появились в начале 1800-х годов. Люди прибывали с Багамских островов в поисках сокровищ кораблей, которые садились на мель в водах Большого Флоридского рифа (англ. Great Florida reef). Некоторые из них селились на испанских владениях вдоль реки Майами. Приблизительно в это же время на этих территориях появились индейцы племени семинолов, среди которых находились и сбежавшие чернокожие рабы. В результате конфликтов разгорелась так называемая «Вторая семинольская война», в которой майор Уильям Харни возглавил несколько экспедиций для вытеснения индейцев. Война стала одной из самых опустошительных в американской истории, в результате которой индейское население района Майами было практически полностью истреблено.
После окончания Второй семинольской войны в 1842 году Уильям Инглиш восстановил колонию на берегах реки Майами, основанную его дядей. Он нанёс на карту «деревню Майами» (англ. «Village of Miami») на южном берегу реки и продал несколько участков земли. В 1844 году городок стал главным населённым пунктом округа, а спустя 6 лет опрос показал, что здесь проживает 96 жителей. Третья Семинольская война (1855—1858) не была столь разрушительной, как вторая, однако она затормозила развитие поселений на юго-востоке Флориды. К концу войны там проживало всего несколько солдат.
В 1891 году состоятельная женщина по имени Джулия Туттл (англ. Julia Tuttle) из Кливленда, Огайо скупила огромную плантацию цитрусовых, расширив свой небольшой участок земли, доставшийся ей в наследство от отца. Таким образом территория её новых владений стала составлять около 640 акров. Ещё до этого события, в 1886 году, умер её муж, и она решила перебраться во Флориду ради здоровья своих детей. Туттл попыталась уговорить железнодорожного магната Генри Флаглера (англ. Henry Flagler) продлить его Флоридскую Прибрежную железную дорогу (англ. Florida East Coast Railway) до Майами, но получила отказ.
Зимой 1894 года Флорида пережила несколько необычайно холодных дней, и в результате был уничтожен практически весь урожай цитрусовых. Единственным районом, который не пострадал от заморозков, оказался район Майами, и плантация Туттл оказалась единственной, чьи фрукты смогли попасть на американский рынок. Туттл обратилась к Флаглеру снова, и тот принял решение протянуть железнодорожную ветку к Майами и построить там курортную гостиницу.
7 апреля 1896 года дорога была построена, а уже 13 апреля в Майами прибыл первый поезд с самим Фраглером на борту. Первое регулярное железнодорожное сообщение с Майами было открыто 15 апреля 1896 года.
Майами официально получил статус города 28 июля 1896 года, в то время в нём проживало несколько сотен человек: в результате голосования на объединительном собрании было принято придать Майами статус города. Право голоса имели все лица мужского пола, проживавшие в самом Майами и округе Дейд. После утвердительного решения были сделаны шаги по выдвижению городской управы, дано официальное имя «The City of Miami» и определены границы города. Первыми жителями города Майами стали 444 человека.
Вплоть до начала Второй мировой войны город рос астрономическими темпами. В 1900 году в городе проживало 1 681, в 1910 — 5 471, в 1920 — 29 571, в 1930 — 110 637 человек. В связи с тем, что к западу от Майами пролегали заболоченные территории Эверглейдс, начиная с 1906 года было построено несколько каналов для осушения чрезмерно увлажнённой местности.
В начале 1920-х годов власти разрешили в городе азартные игры и перестали уделять внимание существовавшему в тот период в США сухому закону, и в результате этого в город стали съезжаться тысячи иммигрантов с северной части страны.
Однако разрушительный ураган, пронёсшийся над Майами в 1926 году и унёсший жизни 373 человек, внезапно остановил быстрый рост населения города. От 25 до 50 тыс. человек стали бездомными в результате действия стихии. К тому же во времена Великой депрессии 16 тыс. человек в районе Майами лишились заработка, потеряв работу.
15 февраля 1933 года в парке Бейфронт (англ. Bayfront Park) в Майами на произносившего речь избранного президента США Франклина Делано Рузвельта было совершено покушение. Стрелявшим из пистолета оказался итальянский анархист Джузеппе Дзангара. В результате инцидента был убит находившийся рядом с президентом мэр Чикаго Антон Чермак (англ. Anton Joseph Cermak) и ранены ещё четыре человека, но сам президент не пострадал. Дзангара был тут же арестован и позднее казнён.
К началу 1940-х годов город понемногу оправился от Великой депрессии (в 1940 году в городе было уже около 172 тысяч человек), но тут началась Вторая мировая война. В отличие от других городов Флориды, финансовый ущерб от начала войны не так сильно задел Майами. На юге Флориды проводили учения около 500 тыс. военнослужащих рядового и 50 тыс. офицерского состава. Многие из них по окончании войны поселились в Майами, что вызвало резкий прирост населения до почти четверти миллиона к 1950 году.
В 1952 году город был награждён премией «All-America City Award» (с англ. — «Всеамериканский город») присуждаемой Национальной гражданской лигой, которую неофициально называют «Нобелевской премией за конструктивное гражданство» и которая выдается за активную гражданскую позицию жителей некорпоративных сообществ Соединённых Штатов в жизни местного самоуправления. 
После свержения кубинского президента Фульхенсио Батиста-и-Сальдивара в результате кубинской революции 1959 года и прихода к власти Фиделя Кастро многие жившие в Майами кубинцы вернулись на родину. Однако вскоре после этого ситуация изменилась, и многие жители Кубы среднего класса стали иммигрировать в Майами: только в 1965 году около 100 000 кубинцев оформили авиабилеты на рейсы из Гаваны в Майами. К концу 1960-х годов уже более 400 000 кубинских беженцев обосновалось в округе Майами-Дейд.
В декабре 1979 года в Майами произошли одни из самых массовых этнических волнений в истории США. Дело началось с того, что чернокожий американец нарушил правила скорости на трассе и погиб, убегая от полицейского на своём мотоцикле. Хотя полицейский рапорт указывал на то, что человек разбился насмерть, результаты экспертизы патологоанатомов и свидетельства других свидетелей показали, что мотоциклист был забит насмерть полицейским. В результате вспыхнувших этнических беспорядков 10 афроамериканцев и 8 представителей белого населения погибли, 850 человек было арестовано. Ущерб составил порядка 1 млн долларов.
В 1980 году, в результате массового исхода кубинского населения в Майами, получившего название «Mariel boatlift», в город переселилось порядка 125 тыс. новых кубинских иммигрантов. В отличие от предыдущих волн в 1960-е годы, в этот раз большая часть беженцев принадлежала к бедным слоям населения. С массовым прибытием иммигрантов одновременно город стали покидать местные белые жители, относящие себя к среднему классу и не говорящие на испанском языке: если в 1960 году белое не-испаноязычное население составляло 90 % всего населения города, то к 1990 году этот процент упал до менее чем 12 %.
Также в 1980-е годы в городе увеличился поток иммигрантов и из других стран региона, таких как Гаити. В городе вокруг пересечения Второй авеню и 54-й улицы образовался целый район концентрации гаитянского населения, получивший название «Маленькое Гаити» (англ. Little Haiti). В 1990-е годы на улицах появились надписи, написанные на гаитянском языке; этот язык наряду с официальными английским и испанским стал использоваться в избирательных бюллетенях.
Ещё одна волна кубинской иммиграции случилась в 1994 году. Опасаясь дальнейшего неконтролируемого роста иммиграции, администрация американского президента Билла Клинтона объявила о значительном изменении иммиграционной политики США. Было объявлено, что кубинцы, обнаруженные в территориальных водах США, вместо американской территории будут перенаправляться патрульными катерами на базу Гуантанамо или в Панаму. Начиная с лета 1994 года, только за первый восьмимесячный период в море было перехвачено более 30 000 кубинцев и 20 000 гаитянцев.
Согласно переписи населения 2000 года в самом городе жило более 362 тыс. человек, а если считать с пригородами, то 5,4 млн человек.
Ураган Эндрю, пронёсшийся над округом Майами-Дейд в 1992 году, стал вторым среди наиболее разрушительных ураганов в истории США. Ущерб, причинённый им, составил более 45 млрд долларов США, он унёс жизни 65 человек.

В 2017 году ураган Ирма затопил центр Майами и оставил большую часть города без электричества, оборвав более 80 % всех высоковольтных проводов.

## Районы
Майами разделен на множество районов, и, если их объединить в группы, то можно выделить Северную часть, Южную, Западную и Центральную.
Сердцем города является Центральная часть Майами, хотя географически он расположен на восточной стороне города. Этот район включает в себя Брикел, Вирджиния Ки, Уотсон Айленд, и Порт Майами. Центр Майами — центральный бизнес-район Южной Флориды, а также он является самым большим и влиятельным бизнес-районом всей Флориды. В центральном районе самая большая концентрация международных банков в США, которые в основном расположены на Брикель Авеню, также там расположены основные большие банки, суды, центральные офисы многих компаний, культурные и туристические аттракционы, школы, парки, а также просторные жилые кварталы.
Чуть севернее центрального района находится административный центр Майами, в котором располагается множество больниц и исследовательских биотехнологических институтов, например Jackson Memorial Hospital, Miami VA Hospital, University of Miami и Leonard M. Miller School of Medicine.
На востоке Центрального района, через залив Бискейн, находится знаменитый Южный пляж Майами-Бич. В заливе на большом острове расположен порт, а также небольшие насыпные жилые Венецианские острова.
Южная часть Майами включает в себя районы Корал-Уэй, Роудс и Коконат-Гров. Корал-Уэй — исторический жилой район, основанный в 1922 и соединяющий Центр Майами и Корал-Гейблс. В этом районе множество старых домов и усаженных деревьями улиц. Коконат-Гров основан в 1825 и в нём располагается Miami’s City Hall в Диннер Ки, Драматический театр Коконат-Гров, CocoWalk, множество ночных клубов, баров, ресторанов и богемных магазинов, поэтому он очень популярен среди местных университетских студентов. Это исторический район с узкими, извилистыми улочками и возвышающимися над ними кронами деревьев. В Coconut Grove множество садов и парков, таких как Вилла Визкайя, The Kampong, The Barnacle Historic State Park, а также в нём располагается Coconut Grove Convention Center, множество самых престижных в США частных школ, исторических домов и сооружений.
Западная часть Майами включает в себя Маленькую Гавану, West Flagler и Flagami, и является месторасположением многих традиционных иммигрантских районов. Хотя в одно время это был в основном еврейский район, сегодня западная часть Майами — дом для многих иммигрантов, в основном из Центральной Америки и Кубы, в то время как западно-центральный район Allapattah является мультинациональной общиной выходцев из многих стран.
Северная часть Майами включает в себя Midtown, район с большой смесью различий и множеством западных индейцев, испанцев, европейских американцев, богемы и артистов. Edgewater, и Wynwood Art District — районы Midtown, в основном состоящие из высотных жилых домов и в котором располагается Adrienne Arsht Center for the Performing Arts.
Богатейшие горожане обычно живут в северо-восточной части — в Midtown, Design District и в Upper East Side (районе, в котором живут те, кто искал себе дома архитектуры 1920-х годов), а также Miami Modern Architecture District, дома в котором построены в стиле 1950-х годов.
Северная часть Майами также примечательна афроамериканскими и карибскими иммигрантскими общинами, такими как Маленькое Гаити, Overtown (в котором располагается Lyric Theater), и Liberty City.

## Демография
Согласно переписи населения 2010 года, в Майами проживают 399 457 человек, за предыдущие 10 лет население возросло на 10,2 %. 72,6 % из них — белые, включая 60,7 % белых испаноязычных. 70 % населения — латиноамериканцы, в основном кубинцы, есть также беженцы из Центральной Америки, бежавшие от войн в 1980-х (гондурасцы, никарагуанцы, сальвадорцы). 19,2 % составляют афроамериканцы, 1 % — азиаты, 0,3 % — индейцы. Оставшиеся 6,8 % представляют другие народы или имеют смешанное происхождение.
В 2000 году 66,75 % жителей назвали своим родным языком испанский, 5,2 % — гаитянский креольский. Английский является родным лишь для 25,45 % населения Майами, что является одним из самых низких показателей в США.

## Экономика
Согласно переписи в 2004 году, Майами занял третье место по количеству семей, имеющих доход ниже среднего уровня бедности в США, пропустив вперёд только Детройт (первое место) и Эль-Пасо (второе). Майами также один из немногих городов, в которых городское управление объявляло себя банкротом (в 2001 году).
С тех пор Майами пережил возрождение — в 2008 году он был признан журналом «Forbes» «самым чистым городом Америки» за чистый воздух, большие парковые зоны, чистую питьевую воду, чистые улицы и действующие городские программы по переработке отходов.
В 2009 году компания UBS изучила 73 города мира и признала Майами самым богатым городом США (из четырёх городов США, включённых в исследование), а также Майами вошёл в пятёрку самых богатых городов мира по показателю паритета покупательской способности.
В 2011 году журнал «Forbes» назвал Майами вторым из самых худших городов в США из-за его большого числа долгов по недвижимости и поместил в десятку по показателю коррупции среди официальных лиц.

### Столица финансов и бизнеса
Майами — один из наиболее важных финансовых центров в США. Это крупный центр коммерции, финансов и больших транснациональных бизнес-групп.
Согласно рейтингу городов мира, составленному Globalization and World Cities Study Group & Network (GaWC), в котором за основу взято количество глобальных корпораций в сфере услуг, Майами признан глобальным городом типа «Альфа—».
Майами признан 20-м городом мира по показателю ВВП, и 11-м в Соединенных Штатах.
Некоторые большие корпорации базируются в самом Майами или его округе, включая: Akerman Senterfitt, Alienware, Arquitectonica, Arrow Air, Bacardi, Benihana, Brightstar Corporation, Burger King, Celebrity Cruises, Carnival Corporation, Carnival Cruise Lines, CompUSA, Crispin Porter + Bogusky, Duany Plater-Zyberk & Company, Espírito Santo Financial Group, Fizber.com, Greenberg Traurig, Holland & Knight, Inktel Direct, Interval International, Lennar, Navarro Discount Pharmacies. Из-за близости Латинской Америки, в Майами расположены главные офисы латиноамериканских отделов более чем 1400 мультинациональных корпораций, включая AIG, American Airlines, Cisco, Disney, Exxon, FedEx, Kraft Foods, LEO Pharma Americas, Microsoft, Yahoo, Oracle, SBC Communications, Sony, Symantec, Visa International, и Walmart.
Здесь расположена штаб-квартира компании Ryder System некогда лидировавшей по объёмам предоставляемых услуг в сфере аренды грузовиков.

### Строительство и недвижимость
В 2001 году в Майами начался строительный бум, самый большой со времен строительного бума 1920-х годов. Спроектировано более ста небоскрёбов выше 122 м, около 50 построены на данный момент. Однако в 2007 году рынок недвижимости рухнул, что повлекло за собой большое количество потерь прав на недвижимость и существенное снижение цен, которые, позднее восстановились и к концу 2014 года превысили докризисные значения. Панорама Майами признана третьей среди самых впечатляющих видов в США, после Нью-Йорка и Чикаго, и занимает 19-е место в мире, согласно Альманаху Архитектуры и дизайна. В настоящее время в городе 8 самых высоких небоскребов штата Флорида, с самым высоким (240 м) зданием — отелем «Four Seasons Hotel Miami» («Времена года»).
Стремительный рост небоскребов повлек за собой рост численности населения пригородов, в основном в даунтаун, Brickell и Edgewater. Область Майами является 8-й в США по численности пригородов.

### Международная торговля
Международный аэропорт Майами и порт Майами — одни из самых загруженных портов в стране, главным образом из-за грузов из Южной Америки и Карибских островов. Порт Майами — один из самых загруженных морских портов в мире, а аэропорт является самым загруженным в штате Флорида, а также самыми большими воротами из США в Латинскую Америку. Также в городе самое большое скопление международных банков в стране, в основном Brickell Avenue в Брикеле, финансовом районе Майами. Многие банки имеют свои офисы и в даунтаун-пригороде, например Espírito Santo Financial Group, у которых главный офис в США находится именно в Майами. В Майами также проводились переговоры Free Trade Area of the Americas, в 2003 году.
По состоянию на 2011 год, порт Майами насчитывает 176 тыс. рабочих мест и имеет годовой оборот в 18 млрд долларов. Он является 11-м среди всех грузовых портов США. Также в 2010 году было зарегистрировано 4,33 миллиона пассажиров, воспользовавшихся услугами этого порта. Один из семи всех кругосветных круизов начинается именно в Майами.

### Промышленность, наука и окружающая среда
В Майами располагается «Национальный центр исследования ураганов» и главный офис Южной базы Вооруженных сил США, отвечающей за военные операции в центральной и южной Америке.
В дополнение к этому Майами также является промышленным центром, в основном в области разработки и хранения каменных пород. Эти производства сконцентрированы на восточном краю города, около Дорала и Хайалии.

### Телевидение и музыкальная индустрия
Майами — главный телевизионный центр для испаноязычного телевидения. В городе размещены главные офисы таких компаний, как Univision, Telemundo и TeleFutura, а также их производственные студии.
Telemundo Television Studios производит большинство оригинальных программ для Telemundo, например, теленовеллы и ток-шоу. В 2011, 85 % оригинальных программ Telemundo было снято в Майами.
В Майами также расположены такие звукозаписывающие компании, как Sony Music Latin, Universal Music Latin Entertainment, и ряд более мелких. Город также привлекает множество актёров для съёмок музыкальных клипов и фильмов.

### Туризм
Туризм также является важной частью экономики Майами. Совокупность финансовых и бизнес-учреждений, пляжей, конференций, фестивалей и мероприятий привлекает в город более 38 миллионов посетителей, ежегодно тратящих более 17 млрд долларов.
Ежегодные мероприятия, такие, как Miami Masters, художественная ярмарка Art Basel, Winter Music Conference, South Beach Wine & Food Festival и неделя моды Mercedes-Benz Fashion Week Miami, привлекают миллионы посетителей каждый год.

## Культура
- Институт современного искусства (Майами)
- Арт-Базель (Art Basel) —  художественная ярмарка, ежегодно проводимая в Базеле (Швейцария), Майами; Гонконге и Париже.

### Спорт
В Майами играют семь профессиональных команд:
- «Флорида Пантерс» (англ. Florida Panthers) — профессиональная хоккейная команда, член Национальной хоккейной лиги, играют в БанкАтлантик-центр.
- «Майами Марлинс» (англ. Miami Marlins) — профессиональная бейсбольная команда, член Главной лиги бейсбола, играют на Сан Лайф-стэдиум.
- «Майами Долфинс» (англ. Miami Dolphins) — профессиональная футбольная команда, член Национальной футбольной лиги, играют на Хард-рок стэдиум, раньше домашней ареной был Майами Оранж Боул.
- «Майами Хит» (англ. Miami Heat) — профессиональная баскетбольная команда, член Национальной баскетбольной ассоциации, играют на Американ Эйрлайнс Арена.
- «Майами Сол» (англ. Miami Sol) — профессиональная баскетбольная команда, член Женской национальной баскетбольной ассоциации.
- «ФК Майами» (англ. Miami FC) — профессиональная футбольная команда, член Североамериканской футбольной лиги.
- ФК «Интер Майами» — профессиональная футбольная команда, выступает в MLS, играют на стадионе «Драйв Пинк Стэдиум» в городе Форт-Лодердейл.

Также в Майами проводится теннисный турнир Miami Masters, включающий мужской турнир серии ATP Masters 1000 и женский турнир серии WTA Premier Mandatory.

## Образование

### Общественная школа
Общественные школы в Майами управляются Miami-Dade County Public Schools, который является самым большим школьным округом во Флориде и четвёртым по величине в США. По состоянию на сентябрь 2008 года в нём обучается 385 655 студентов и расположено более 392 школ и образовательных центров. Этот округ также является самым большим в США по концентрации студентов другой национальности, в котором 60 % студентов латиноамериканского и карибского происхождения, 28 % афроамериканцев или West Indian American, 10 % белые (не-латиноамериканцы) и 2 % других национальностей. В Майами располагаются некоторые самые лучшие школы США, например, Design and Architecture High School, признанная самой лучшей федеральной magnet school, MAST Academy, Coral Reef High School, вошедшая в 20ку самых лучших общественных школ США, Miami Palmetto High School, и New World School of the Arts. M-DCPS также один из немногих общественных школьных округов в США, в котором предлагают двуязычное обучение на испанском, креольском (Гаити) или китайском.

### Частные школы
В Майами находится несколько престижных католических, еврейских, а также не относящихся к какой-либо конфессии частных школ. Митрополия Майами управляет городскими католическими частными школами, в число которых входят: St. Hugh Catholic School, St. Agatha Catholic School, St. Theresa School, Immaculata-Lasalle High School, Our Lady of Lourdes Academy, Monsignor Edward Pace High School, Carrollton School of the Sacred Heart, Archbishop Curley-Notre Dame High School, St. Brendan High School, а также множество других начальных школ и университетов.
Католические подготовительные школы только для мальчиков в Майами представлены Christopher Columbus High School и Belen Jesuit Preparatory School; они являются одними из лучших католических школ в стране.
Не относящиеся к какой-либо конфессии частные школы в Майами — это Ransom Everglades, Palmer Trinity School, Gulliver Preparatory School, and Miami Country Day School. Другие школы в отдаленных местах от города включают в себя Samuel Scheck Hillel Community Day School, Dade Christian School, и Westminster Christian School.

### Колледжи и университеты
Колледжи и университеты в Майами и его окрестностях:
- Университет Барри[англ.] (частный)
- Университет Карлоса Альбизу[англ.] (частный)
- Флоридский международный университет (общественный)
- Мемориальный университет Флориды[англ.] (частный)
- Университет Джонсона и Уэльса[англ.] (частный)
- Университет Кейзера[англ.] (частный)
- Манчестерская школа бизнеса[англ.] (филиал, английский общественный)
- Кулинарный институт Майами[англ.] (общественный)
- Майами-Дейд-колледж (общественный)
- Международный университет искусства и дизайна Майами[англ.] (частный)
- Юго-Восточный университет Нова[англ.] (частный)
- Университет Святого Томаса (Флорида)[англ.] (частный)
- Талмудический университет[англ.] (частный)
- Университет Майами (частный)

Среди жителей Майами в возрасте 25 лет и старше 67 % имеют диплом окончания средней школы, и у 22 % есть диплом бакалавра или выше.
В 2011 Майами был признан шестым среди самых читающих городов в США из-за высокого уровня продаж книг.

### Профессиональные программы обучения
В Майами также есть как коммерческие, так и некоммерческие организации, которые предлагают спектр услуг по профессиональному обучению и другие связанные с образованием программы. Per scholas, например, некоммерческая организация, которая предлагает бесплатный профессиональный сертифицированный тренинг, направленный на успешную сдачу CompTIA A+ и Network+ сертификационных экзаменов как путь к сохранению работы и созданию карьеры

.

## Города-побратимы
- Марокко: Агадир
- Иордания: Амман
- Израиль: Беэр-Шева, Рамат Хашарон
- Колумбия: Богота, Кали
- Аргентина: Буэнос-Айрес
- Болгария: Варна
- Испания: Мадрид, Ивиса, Мурсия
- Япония: Кагосима
- Боливия: Кочабамба
- Перу: Лима
- Никарагуа: Манагуа
- Коста-Рика: Монтес-де-Ока
- Франция: Ницца
- Гаити: Порт-о-Пренс
- Бразилия: Салвадор
- Доминиканская Республика: Санто-Доминго
- Чили: Сантьяго
- Тунис: Сус
- Румыния: Тырговиште
- Китай: Циндао
- Италия: Неаполь
- Украина: Одесса
- Украина: Ирпень

## Майами в культуре

### В кино и телевидении
- Полиция Майами
- В Майами происходят действия фильма Шаг вперёд 4.

### В музыке
- Известный актер и хип-хоп исполнитель Уилл Смит-младший записал песню «Miami»[59].
- В 2001 году лейбл Polydor выпустил на DVD фильм-концерт "Ocean Drive. Mein Miami", представляющий собой подборку выступлений оркестра Джеймса Ласта на фоне курортов Майами[60].

### В видеоиграх
- События дилогии Hotline Miami и Hotline Miami 2 разворачиваются, главным образом, в Майами
- События игры Grand Theft Auto: Vice City и GTA Vice City Stories и Grand Theft Auto VI разворачиваются в городе Вайс-Сити (прототипом для которого послужил Майами)